# José Moya
Pour les articles homonymes, voir Moya.
Pas d'image ? Cliquez ici

a Compétitions nationales et continentales officielles uniquement.

b Matchs officiels uniquement.
José Moya, né le 10 juin 1954 à Montlaur, est un joueur de rugby à XIII dans les années 1970 et 1980.

## Palmarès

### En tant que joueur
- Collectif :
  - Vainqueur de la Coupe d'Europe des nations : 1977 et 1981 (France).
  - Vainqueur du Championnat de France : 1976 (Carcassonne).
  - Vainqueur de la Coupe de France : 1977 (Carcassonne).
  - Finaliste du Championnat de France : 1977 et 1979 (Carcassonne).
  - Finaliste de la Coupe de France : 1979, 1980, 1982 (Carcassonne), 1984 et 1985 (Limoux).

### En tant qu'entraîneur
- Collectif :
  - Vainqueur du Championnat de France : 1992 (Carcassonne).

### Détails en sélection
| 1.  | 20 février 1977  | Pays de Galles            | 13-2  | Coupe d'Europe | Ailier | -  | - | - | - |
| 2.  | 5 juin 1977      | Grande-Bretagne           | 4-23  | Coupe du monde | Ailier | -  | - | - | - |
| 3.  | 11 juin 1977     | Australie                 | 9-21  | Coupe du monde | Ailier | -  | - | - | - |
| 4.  | 19 juin 1977     | Nouvelle-Zélande          | 20-28 | Coupe du monde | Ailier | 8  | - | 4 | - |
| 5.  | 26 novembre 1977 | Australie                 | 13-10 | Test-match     | Ailier | 10 | - | 5 | - |
| 6.  | 10 décembre 1977 | Australie                 | 11-10 | Test-match     | Ailier | 6  | - | 3 | - |
| 7.  | 4 février 1979   | Pays de Galles            | 15-8  | Coupe d'Europe | Ailier | 4  | - | 2 | - |
| 8.  | 24 mars 1979     | Angleterre                | 6-12  | Coupe d'Europe | Ailier | -  | - | - | - |
| 9.  | 14 octobre 1979  | Papouasie-Nouvelle-Guinée | 16-9  | Test-match     | Ailier | -  | - | - | - |
| 10. | 31 janvier 1981  | Pays de Galles            | 23-5  | Coupe d'Europe | Ailier | 8  | - | 4 | - |
| 11. | 21 février 1981  | Angleterre                | 5-1   | Coupe d'Europe | Ailier | 2  | - | 1 | - |